# Algehele gemeenschap
De algehele gemeenschap (Frans: communauté universelle) is een huwelijksvermogensstelsel uit het Belgische relatievermogensrecht waarbij de echtgenoten de meeste van hun eigen goederen in het gemeenschappelijk vermogen inbrengen. De andere Belgische huwelijksvermogensstelsels zijn het wettelijk stelsel en de scheiding van goederen. De algehele gemeenschap wordt geregeld in artikel 2.3.54 van het Belgische Burgerlijk Wetboek (BW).

## Omschrijving
De algehele gemeenschap is een aanvulling op het wettelijk stelsel. Net zoals bij het wettelijk stelsel kent de algehele gemeenschap immers drie vermogens, met name het eigen vermogen van elke echtgenoten en het gemeenschappelijk vermogen (art. 2.3.16 BW). Daar waar evenwel onder het wettelijk stelsel de voorhuwelijkse goederen en de goederen die een echtgenoot verkrijgt uit een nalatenschap, een schenking of een testament eigen goederen blijven, worden deze goederen bij een algehele gemeenschap ingebracht in het gemeenschappelijk vermogen.
Opteren de echtgenoten voor een algehele gemeenschap, dan brengen zij immers al hun 'tegenwoordige en toekomstige goederen' in in het gemeenschappelijk vermogen. Hierop gelden twee uitzonderingen: de goederen van persoonlijke aard en de rechten die uitsluitend aan de persoon van de echtgenoten verbonden zijn, blijven ook onder de algehele gemeenschap eigen goederen (art. 2.3.54, eerste lid BW).
De inbreng van alle tegenwoordige en toekomstige goederen geldt zowel voor de activa als voor de passiva. Het gemeenschappelijk vermogen zal in geval van algehele gemeenschap immers ook gehouden zijn tot alle schulden van de echtgenoten die dateren van vóór het stelsel, alsook de schulden die tijdens het stelsel ontstaan en die voortkomen uit nalatenschappen, schenkingen en testamenten (art. 2.3.54, tweede lid BW), zoals bijvoorbeeld de erf- of schenkbelasting, de schulden van de erflater enz.
De algehele gemeenschap is te onderscheiden van de gewone inbreng of de anticipatieve inbreng. Hierbij worden immers slechts bepaalde eigen goederen, en niet alle eigen goederen in het gemeenschappelijk vermogen ingebracht.

## Geschiedenis
Het stelsel van de algehele gemeenschap was oorspronkelijk geregeld in artikel 1453 van het Oud Burgerlijk Wetboek. In 2022 werd deze bepaling overgeheveld naar artikel 2.3.54 van het Burgerlijk Wetboek.